# Šmihel, Nova Gorica
Šmihel este o localitate din comuna Nova Gorica, Slovenia, cu o populație de 266 de locuitori.